# Hamad bin Jassim bin Jaber Al Thani
Xeque Hamad bin Jassim bin Jaber Al Thani (nascido a 30 de agosto de 1959) é um político catarense, membro da realeza e primeiro-ministro do Catar de 3 de abril de 2007 a 25 de junho de 2013.